# Radiografía interproximal o de aleta mordida
La radiografía interproximal es una de las técnicas utilizadas en la radiografía intrabucal. La radiografía intrabucal es una técnica exploratoria consistente en la colocación, dentro de la boca, de placas radiográficas de diferente tamaño que son impresionadas, desde el exterior, por un aparato de rayos X. Las técnica de radiografía intrabucal interproximal también es conocida con el nombre de técnica de aleta mordida, lo cual indica el modo de sujeción de la placa. 

## Técnica interproximal
Las técnicas radiográficas se pueden dividir para hacer su estudio más didáctico en: intrabucales, extrabucales y especiales. Difieren por tanto en la ubicación de la película y en los diferentes modos de llevar a cabo los procedimientos necesarios. El profesional se encuentra en ocasiones con diferentes problemas odontológicos o enfermedades para los que las técnicas intrabucales son una ayuda imprescindible, y con alteraciones de otro tipo que requerirán el uso de técnicas extrabucales o especiales.
Entre las técnicas intrabucales se encuentran las interproximales. Son muy útiles para el estudio sistemático y la exploración de las caries dentales. Se aprecian caries interproximales y oclusales, pero también alteraciones pulpares, restauraciones desbordantes, recidivas de caries bajo estas, ajustes de prótesis fijas, cresta alveolar, límite amilocementario, etc. Para su realización se pueden seguir los pasos siguientes: 
- Colocación de la cabeza del paciente
- Colocación de la película
- Colocación del tubo en la angulación vertical y horizontal correctas.

Las películas llevan una lengüeta o aleta, de ahí su nombre, que se sujeta entre las arcadas de oclusión. En una misma película se pueden observar las regiones coronal y cervical de los dientes superiores e inferiores a la vez. La cabeza debe estar de modo que el plano oclusal de la arcada superior sea horizontal. La angulación vertical recomendada oscila entre los cero y los diez grados. La angulación horizontal debe ser perpendicular al sector del hueso radiografiado para obtener un buen análisis de los espacios interdentarios.

## Angulaciones Verticales Sugeridas
Maxilar superior: 
- Molares   : +30°
- Premolares: +35°
- Caninos   : +45°
- Incisivos : +40°

Mandíbula:
- Molares   : -5°
- Premolares: -15°
- Caninos   : -22°
- Incisivos : -18°

Este tipo de examen radiológico es cómodo y rápido, ya que las películas no se clavan en el suelo bucal. Por este motivo es una exploración habitual para la detección de caries interproximales en niños.

## Procedimientos de localización
En general, esta técnica se basa en el siguiente principio: todo objeto no visible clínicamente y que deba ser localizado espacialmente se representará junto a un objeto de referencia o una estructura anatómica característica. Su relación de posición modificada a partir de los cambios en la dirección de proyección será la base para su localización. A modo de regla, se afirma que todo objeto que se desplaza en la misma dirección que el rayo central estará más cerca del sistema de registro de la imagen y viceversa. De forma concreta, a modo de ejemplo práctico, en el caso de la localización más habitual, la de un canino superior incluido, si este se desplaza en mayor medida en la dirección del haz de rayos que el incisivo lateral que habitualmente se toma como referencia, significa que estará por palatino con respecto al incisivo.
Otra forma posible de localización, más teórica que práctica, viene definida por la distancia objeto-película; todo lo que se halle cercano a la película se representará con mayor nitidez y a tamaño natural, mientras que lo que se halle alejado de la película aparecerá borroso y ampliado con respecto a su medida real.

## Limitaciones
A pesar de su valiosa ayuda, las exploraciones radiográficas tienen las siguientes limitaciones:
- La radiografía es un gráfico de estructuras tridimensionales en una superficie plana y solamente tiene dos planos del espacio, vertical y horizontal, por lo que no muestra la totalidad del proceso patológico.

- Las radiografías no evidencian alteraciones de los tejidos blandos, salvo con técnicas especiales.

- Debido a las características de los rayos X, las imágenes obtenidas experimentan fenómenos de deformación o distorsiones verticales, horizontales, por amplitud o por desplazamiento.

Existe la posibilidad de ofrecer seudoimágenes patológicas por defectos técnicos de proyección o del sistema de revelado, es decir, artefactos. Entre los errores más frecuentes se encuentran los debidos a una mala colocación de la película en la boca, bien sea porque esta no cubre la totalidad del objeto a estudiar, quedando el área periapical fuera del campo o, lo que es más raro, por la colocación invertida con la parte posterior, portadora de la lámina de plomo, hacia el haz de rayos, con lo que se obtiene una imagen poco expuesta. Además pueden darse imágenes defectuosas por falta de centrado del haz de rayos sobre el objeto o por una incorrecta angulación vertical u horizontal.
Por todos estos motivos se están produciendo grandes avances en cuanto a las técnicas de radiografía intrabucal digital, siendo su utilización cada vez más frecuente en odontología. Hoy en día existen dos procedimientos diferentes para obtener este tipo de imágenes: la basada en el CCD y la que lo hace en el sistema de almacenamiento de fósforo; conocidas comúnmente con el nombre de sistemas con cable o sin cable, respectivamente. 
Algunos autores vislumbran que la radiografía digital sustituirá en un futuro a la película dental convencional. Entre las aplicaciones de utilidad para la cirugía bucal, destaca la valoración del hueso peri-implantario en sus controles periódicos, para lo que es muy útil la utilización del color, y la realización de comprobaciones durante la intervención sin necesidad de esperar el procesado de la película convencional.